# فرهنگ سینتاشتا
فرهنگ سینتاشتا (انگلیسی: Sintashta culture) یا فرهنگ سینتاشتا پتروکا یا فرهنگ سینتاشتا آرکائیم ؛ فرهنگ باستان‌شناسی عصر برنز میانی در استپ اوراسیای شمالی در مرزهای شرق اروپا و آسیای مرکزی است که مربوط به دوره ۲۲۰۰–۱۸۰۰ قبل از میلاد بوده‌است. این فرهنگ به طور گسترده ای به عنوان خاستگاه زبان و قوم آریایی (همچنین به نام زبان های هندو ایرانی) در نظر گرفته می شود، که گویندگان آنها در ابتدا خود را آریا می نامیدند. قدیمی‌ترین ارابه‌های شناخته‌شده در مقبره های سینتاشتا پیدا شده‌اند، و این فرهنگ به عنوان یک نامزد قوی برای منشأ این فناوری در نظر گرفته می‌شود که در سراسر جهان قدیم گسترش یافت و نقش مهمی در جنگ‌های جهان باستان داشت. سکونتگاه های سینتاشتا نیز به دلیل شدت استخراج مس و فلزکاری برنز در آن قابل توجه است که برای یک فرهنگ استپی غیرمعمول است.از جمله ویژگی های اصلی فرهنگ سینتاشتا، سطوح بالای نظامی گری و سکونتگاه های مستحکم گسترده است که 23 مورد از آنها شناخته شده است.